# リックス
リックス株式会社は、福岡県福岡市博多区に本社を置くメーカー機能と機械系商社機能を持つ企業である。東京証券取引所プライム市場上場。東京証券取引所の業種分類は、卸売業で登録されている。

## 概要
1907年に山田籐七が山田商店を創業。創業時は、しまや足袋本舗の販売代理業務を担い、官営八幡製鉄所に地下足袋やゴム靴を納入した。昭和に入ると、バルブ・ポンプ・シリンダーなどの流体関連機器に使用するオイルシールの取り扱いを開始。以降、産業界の機械化の流れに沿い、様々な顧客のニーズに応えながら産業機械商社として発展した。創業110年以上にわたり、黒字経営を継続している。
国内外の産業界向けに、部品や装置を販売。鉄鋼、自動車、電子・半導体、ゴム・タイヤ、環境、紙パルプ、高機能材、食品など、製造業の生産現場で使用される設備や部品、消耗品などの生産材を取り扱っている。
各メーカーの商品を取り扱う商社機能に加え、ロータリージョイント（回転継手）などを製造するメーカー機能も兼ね備えており、「メーカー商社」を標榜。商社機能は、顧客密着型、課題解決型の営業スタイル。メーカー機能としては、高圧液圧技術、高圧洗浄技術、精密洗浄技術、トライボロジ技術を核とした自社商品を製造している。
回転継手をはじめとする自社ブランドはROCKYと名付けている。ROCKYには、ロッキー山脈を越え、アメリカ合衆国で展開するという志が込められている。
1990年に現社名のリックス株式会社に社名変更。リックス（RIX）はそれぞれ、R＝ROCKY、I＝Industrial、X＝無限の可能性を表している。
社風や行動理念を9つの項目で表す「RIXing Action（リクシングアクション）」を策定し、研修や教育などで活用している。

## 沿革
- 1907年 - 山田商店創業（福岡市博多区綱場町）。
- 1964年 - 山田商事株式会社設立。
- 1969年 - 協和工業を吸収合併し、山田興産株式会社に社名変更。
- 1976年 - 本社を現住所（福岡市博多区山王）に移転。
- 1990年 - リックス株式会社に社名変更。
- 1996年 - 福岡証券取引所上場。
- 2003年 - タイ（バンコク）、中国（上海）に販売現地法人を設立。
- 2006年 - タイ（チョンブリ県）に製造現地法人を設立。
- 2007年 - 創業100周年。
- 2008年 - 東京証券取引所2部上場。中国（常州）に製造現地法人を設立。
- 2012年 - ドイツに販売現地法人を設立。
- 2013年 - 中国（大連）に製造現地法人を設立。
- 2015年 - アメリカ（テネシー州）に販売現地法人を設立。
- 2016年 - 東京証券取引所1部に指定替え。
- 2017年 - 韓国WOO JEON TRADING CO.,LTDを販売拠点として子会社化。
- 2018年 - インドネシア、インド（ムンバイ）に販売現地法人を設立。
- 2021年 - アメリカに製造現地法人として孫会社を設立。
- 2023年 - インド（バンガロール）に製造現地法人を設立。
- 2024年 - リックス協創センター（福岡県糟屋郡粕屋町仲原）を研究・開発拠点として開設。

## 主な取扱品・サービス
- ロータリージョイント（回転継手）
- 高圧洗浄機
- 高圧ポンプ
- 浮上油回収装置
- 半導体向け洗浄装置
- 造水装置機器
- 鉄鋼副資材
- ベアリング再生
- IoTリモートソリューション

## 組織
- 企画本部（福岡県福岡市博多区）
- 管理本部（福岡県福岡市博多区）
- グローバル営業本部（東京都千代田区）
- 生産本部（福岡県糟屋郡）
- NB開発本部（神奈川県横浜市港北区）

### 国内営業所
- 鉄鋼事業部

君津、千葉、鹿嶋、東海、和歌山
- 自動車事業部

豊田、西尾、小倉
- 東部営業部

東京、西東京、苫小牧、仙台、北上、埼玉、宇都宮、横浜、平塚、富士、名古屋、北陸、豊橋、四日市
- 西部営業部

大阪、滋賀、加古川、姫路、倉敷、広島、福山、周南、四国、北九州、大分、福岡、長崎、熊本、鹿児島

## 国内グループ会社
- エクノス株式会社
- タイヨー軸受株式会社
- 株式会社ロッキーケミカル
- 高研株式会社
- リックステクノ株式会社
- 株式会社ネクサスCT
- 株式会社ROCKY-ICHIMARU
- 株式会社四葉機械製作所

## 海外グループ会社
アジア
中国
- 瑞顧克斯(常州)机械制造有限公司
- 瑞顧克斯工業(大連)有限公司
- 瑞顧斯貿易(上海)有限公司

タイ
- SIAM RIX MANUFACTURING Co., Ltd.
- RIX TECHNOLOGY（THAILAND） CO.,LTD

大韓民国
- RIX WOOJEON KOREA CO.,LTD

インドネシア
- PT RIX ORIENT INDONESIA

インド
- RIX INDIA TRADING & SERVICE PVT. LTD.
- RIX INDIA MANUFACTURING PVT.LTD.

ヨーロッパ
ドイツ
- RIX Europe GmbH

北米
アメリカ合衆国
- RIX North America,LLC
- RIX Machining and Manufacturing, LLC